# Colonia Villa Arredondo
Colonia Villa Arredondo är en ort i Mexiko.   Den ligger i kommunen Culiacán och delstaten Sinaloa, i den västra delen av landet, 1 000 km nordväst om huvudstaden Mexico City. Colonia Villa Arredondo ligger 13 meter över havet och antalet invånare är 186.
Terrängen runt Colonia Villa Arredondo är mycket platt. Runt Colonia Villa Arredondo är det ganska tätbefolkat, med 155 invånare per kvadratkilometer. Närmaste större samhälle är Villa de Costa Rica, 6,3 km öster om Colonia Villa Arredondo. Trakten runt Colonia Villa Arredondo består till största delen av jordbruksmark.